# Tissot

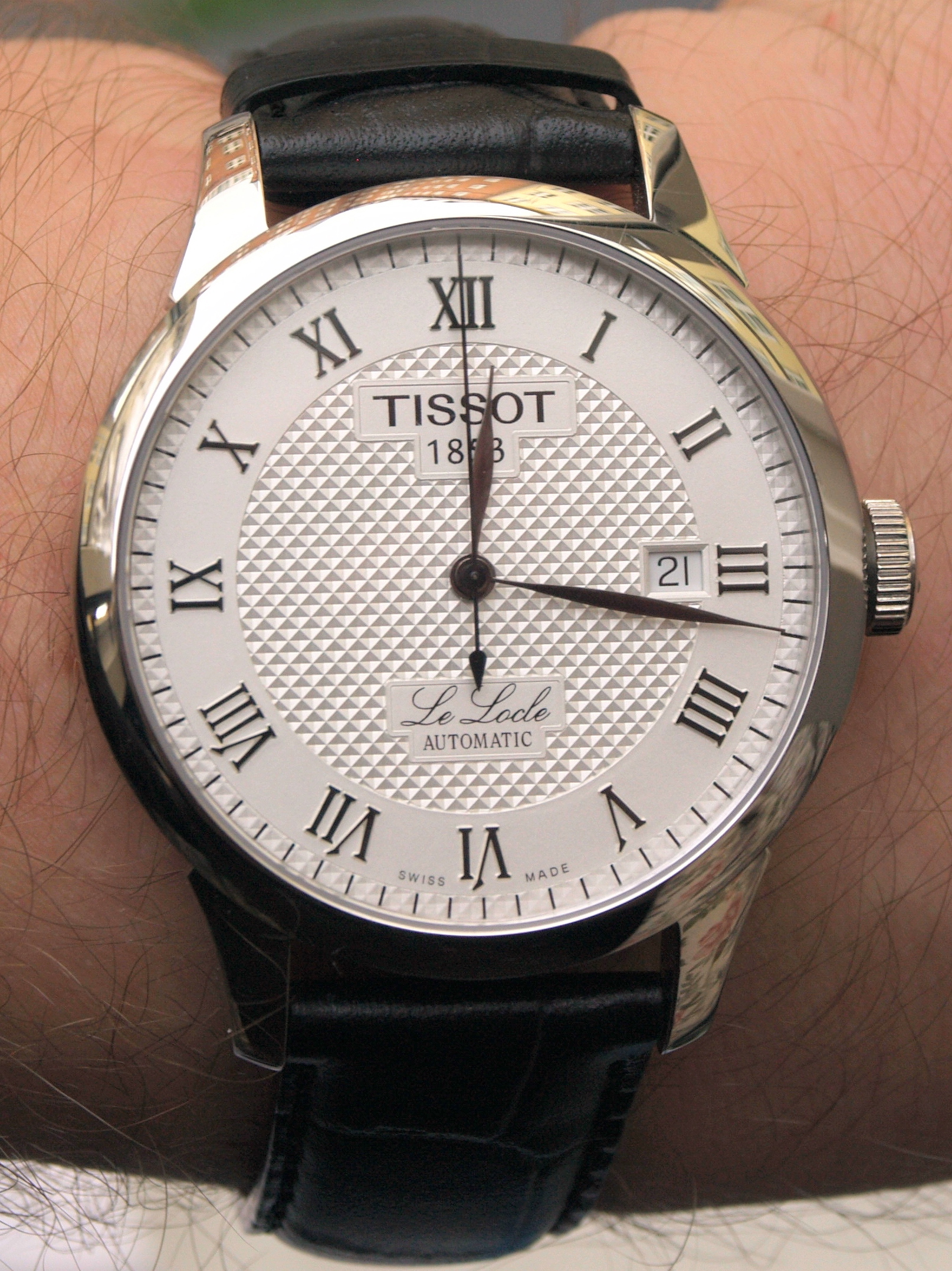
Tissot Le Locle

Tissot là một trong số những thương hiệu đồng hồ sang trọng đến từ Thụy Sĩ. Thương hiệu được thành lập tại thị trấn Le Locle, Thụy Sĩ bởi nghệ nhân chế tác đồng hồ Charles-Felicien và con trai Charles-Emile Tissot vào năm 1853.
Thương hiệu Tissot hoàn toàn không hề liên quan đến đến một thương hiệu sản xuất đồng hồ Thụy Sĩ khác là Mathey-Tissot. Thương hiệu Tissot hiện nay là một trong số những thương hiệu con của tập đoàn đồng hồ lớn nhất thế giới - Swatch Group.

## Lịch sử thành lập thương hiệu Tissot
Thương hiệu Tissot được thành lập vào năm 1853 bởi nghệ nhân chế tác đồng hồ Charles-Félicien Tissot và con trai của ông là Charles-Émile Tissot, thương hiệu được thành lập tại một thị trấn của Thụy Sĩ là Le Locle thuộc thành phố Neuchatel thuộc khu vực núi Jura, một trung tâm và là cái nôi của ngành sản xuất đồng hồ Thụy Sĩ.
Tissot giới thiệu những chiếc đồng hồ bỏ túi sản xuất hàng loạt đầu tiên và cũng là những chiếc đồng hồ bỏ túi hiển thị hai múi giờ vào năm 1853 và tiếp tục giới thiệu những chiếc đồng hồ chống từ trường đầu tiên vào năm 1929-1930. Charles-Emile Tissot đã đến nước Nga vào năm 1858 và thành công lớn trong việc bán những chiếc đồng hồ bỏ túi do mình sản xuất trên khắp Đế quốc Nga. Tissot cũng là thương hiệu đầu tiên sản xuất những chiếc đồng hồ bằng nhựa plastic (IDEA 2001 vào năm 1971), đồng hồ đá sử dụng chất liệu đá granite được lấy từ dãy núi đá Alpine (phiên bản Alpine Granite RockWatch vào năm 1985), đồng hồ với mặt số Ngọc Trai (phiên bản Peart vào năm 1987), đồng hồ gỗ sử dụng bộ vỏ làm từ gỗ (phiên bản Wood vào năm 1988). Thương hiệu Tissot đã hợp nhất với hãng sản xuất đồng hồ Omega vào năm 1930 và những chiếc đồng hồ Tissot-Omega được sản xuất vào thời kỳ này hầu như đã được các nhà sưu tập mua lại.
Thương hiệu Tissot đã trở thành thành viên của tập đoàn Swatch Group kể từ năm 1983, một tập đoàn sản xuất và phân phối đồng hồ lớn nhất trên thế giới. Trụ sở thương hiệu vẫn tiếp tục được đặt tại Le Locle, Thụy Sĩ và được phân phối đến 160 quốc gia trên toàn thế giới. Thương hiệu Tissot được tập đoàn Swatch Group phân loại vào hạng mục chuyên sản xuất đồng hồ thuộc phân khúc tầm trung.
Đồng hồ Tissot được lựa chọn để trở thành đồng hồ bấm giờ chính thức cho hàng loạt những sự kiện thể thao lớn trên thế giới như đua xe đạp, đua xe máy, đấu kiếm (liễu kiếm) và khúc côn cầu, và đồng hồ Tissot tiếp tục được sử dụng cho sự kiện Davis Cup vào năm 1957 và sự kiện thể thao trượt tuyết Downhill Skiing ở Thụy Sĩ vào năm 1938. Tissot trở thành nhà tài trợ chính chức đội đua công thức một Lotus, Renault và Sauber. Đồng hồ Tissot tham gia như là một chiếc đồng hồ bấm giờ chính thức vào năm 1938 đúng vào thời điểm khi diễn ra sự kiện thể thao trượt tuyết tại Villar gần với thị trấn Le Locle nơi đặt trụ sở của công ty tại vùng núi Jura.
Với những sự kiện thể thao trước đây, thì đồng hồ bấm giờ cầm tay là đủ khả năng để cung cấp độ chính xác hoàn hảo cho thời gian của sự kiện. Hiện nay, thương hiệu Tissot đã làm việc và hợp tác với những nhà tổ chức sự kiện thể thao khác nhau để phát triển các hệ thống sản xuất những chiếc đồng hồ bấm giờ có độ chính xác hơn phù hợp với từng môn thể thao. Như đối với môn đua xe chẳng hạn, cảm biến sẽ được gắn trên những chiếc xe đạp, theo dõi và kết nối với máy tính để cung cấp dữ liệu thời gian và tính toán độ chính xác.
Thương hiệu Tissot giới thiệu dòng đồng hồ cảm ứng tiếp xúc đầu tiên của mình, những phiên bản "T-Touch" được giới thiệu vào năm 1999, những chiếc đồng hồ được trang bị công nghệ này có một mặt kính cảm ứng bằng chất liệu sapphire được sử dụng để kiểm soát các chức năng khác nhau như La Bàn, Phong Vũ Biểu, Đo Độ Cao, và Đo Nhiệt Độ. Phiên bản mới nhất trong dòng T-Touch là những phiên bản T-Touch Expert Solar và T-Touch Lady Solar được trang bị với 25 chức năng.
Đồng hồ Tissot đã được đeo bởi Sarah Bernhardt, ca sĩ Carmen Miranda, Elvis Presley, Grace Kelly, Banassim Kassim và Nelson Mandela.  James Stewart đã đeo đồng hồ Tissot trong bộ phim "Rear Window". Diễn viên Ấn Độ Kamal Hassan đã đeo đồng hồ Tissot trong bộ phim "Dasavatharam". Deepika Padukone là đại sứ thương hiệu ở Ấn Độ kể từ năm 2007. Đồng hồ T-Touch đã được đeo bởi  Angelina Jolie trong bộ phim hành động bom tấn "Lara Croft Tomb Raider: The Cradle of Life" và "Mr. & Mrs. Smith"

## Đồng hồ bấm giờ (Official Timekeeper)
Đồng hồ Tissot đã trở thành đồng hồ bấm giờ chính thức cho hàng loạt các sự kiện thể thao thế giới, bao gồm MotoGP, Khúc Côn Cầu (Ice Hockey), Đua Xe Đạp, Liên Đoàn Bóng Rổ Quốc tế (FiBa), Giải Vô Địch Đấu Kiếm Thế giới, NBA, và nhiều sự kiện thể thao khác, và trong nhiều năm với vai trò là đồng hồ bấm giờ chính thức điều đó có nghĩa Tissot có đặc quyền và trách nhiệm giám sát thời gian trong từng môn thể thao cụ thể.

## Hình ảnh

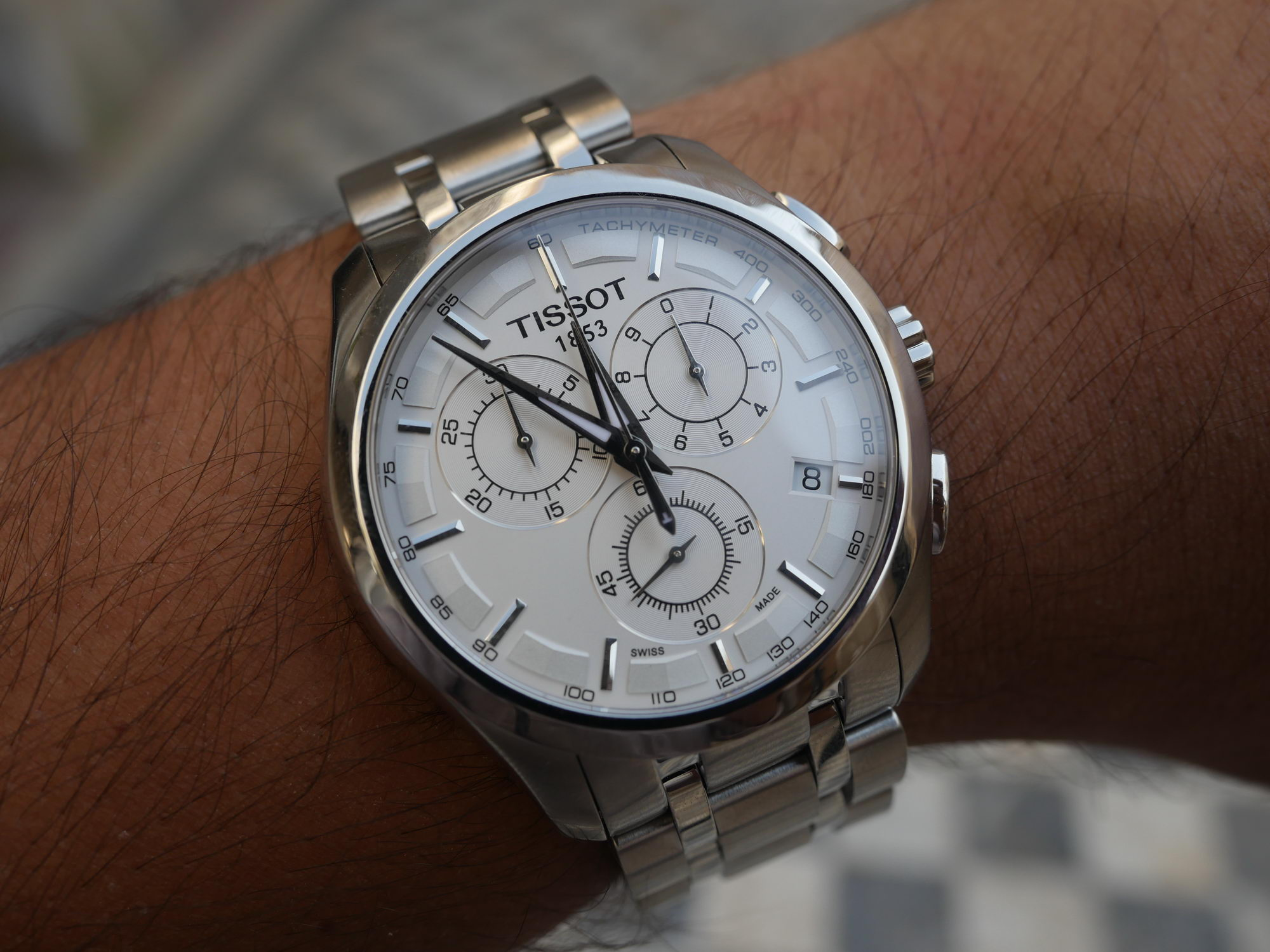
Tissot Couturier
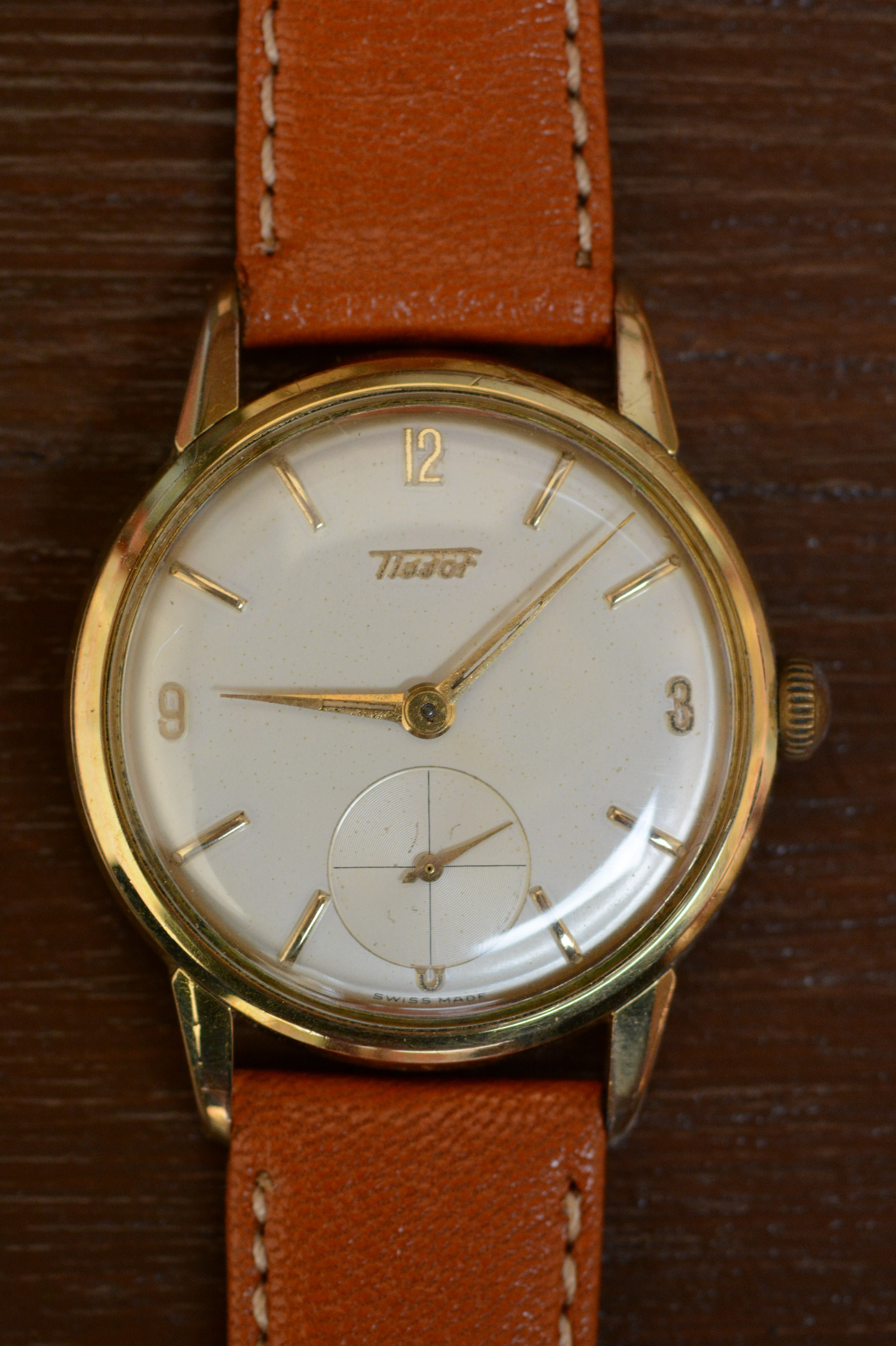
Tissot 1958
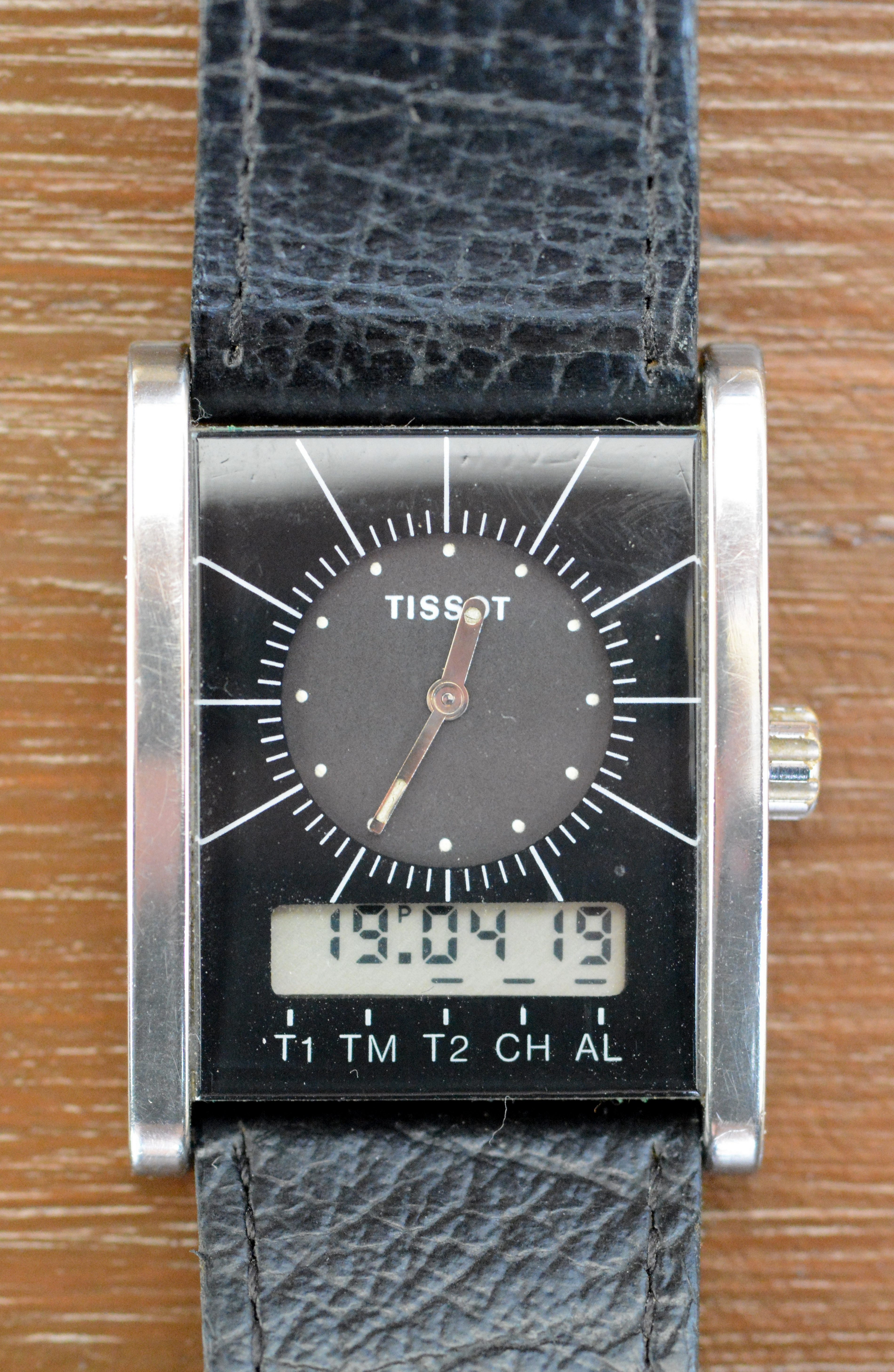
Tissot Twotimer, 1990
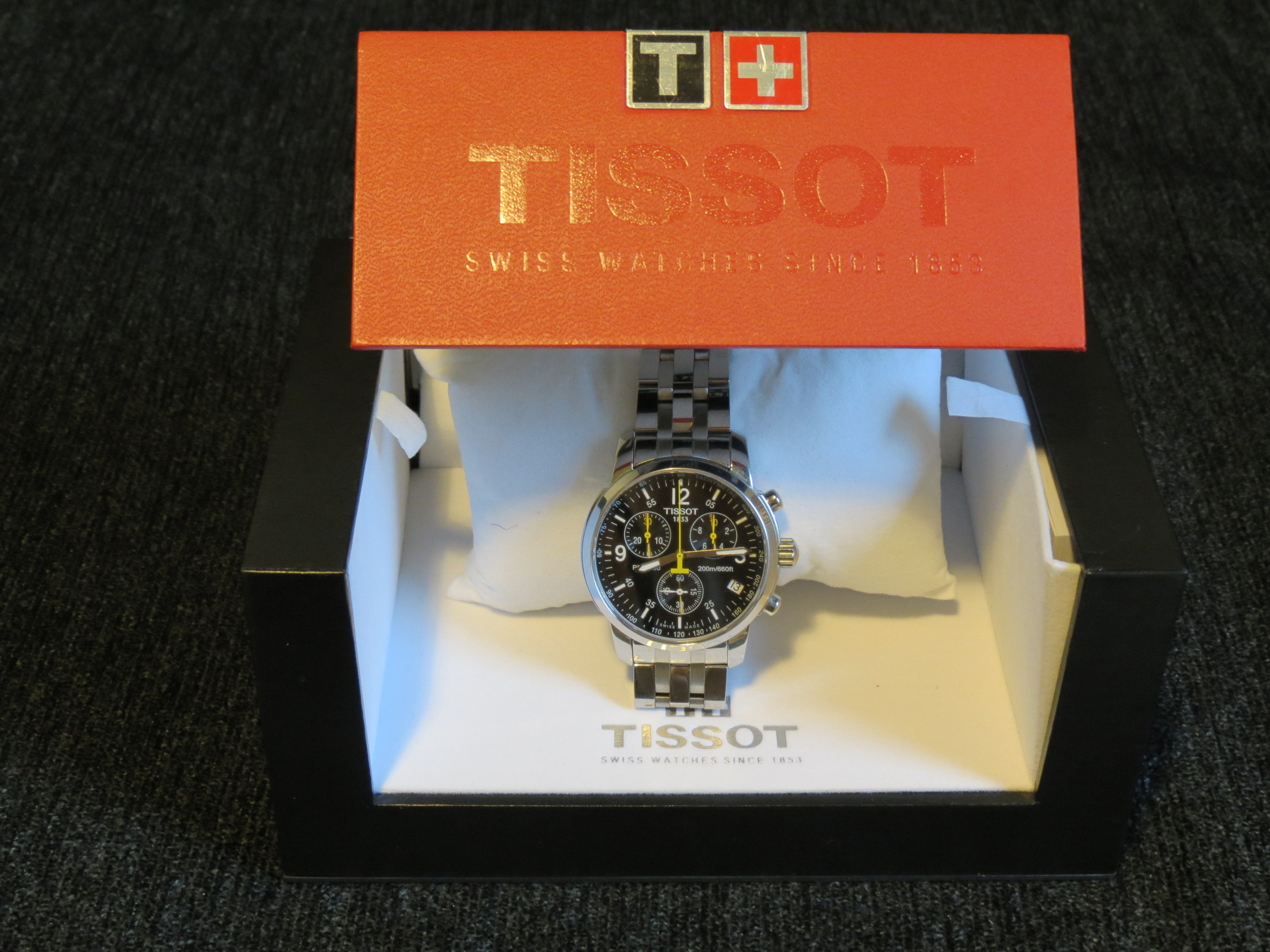
Đồng hồ Tissot PRC 200 (T17.1.586.52)
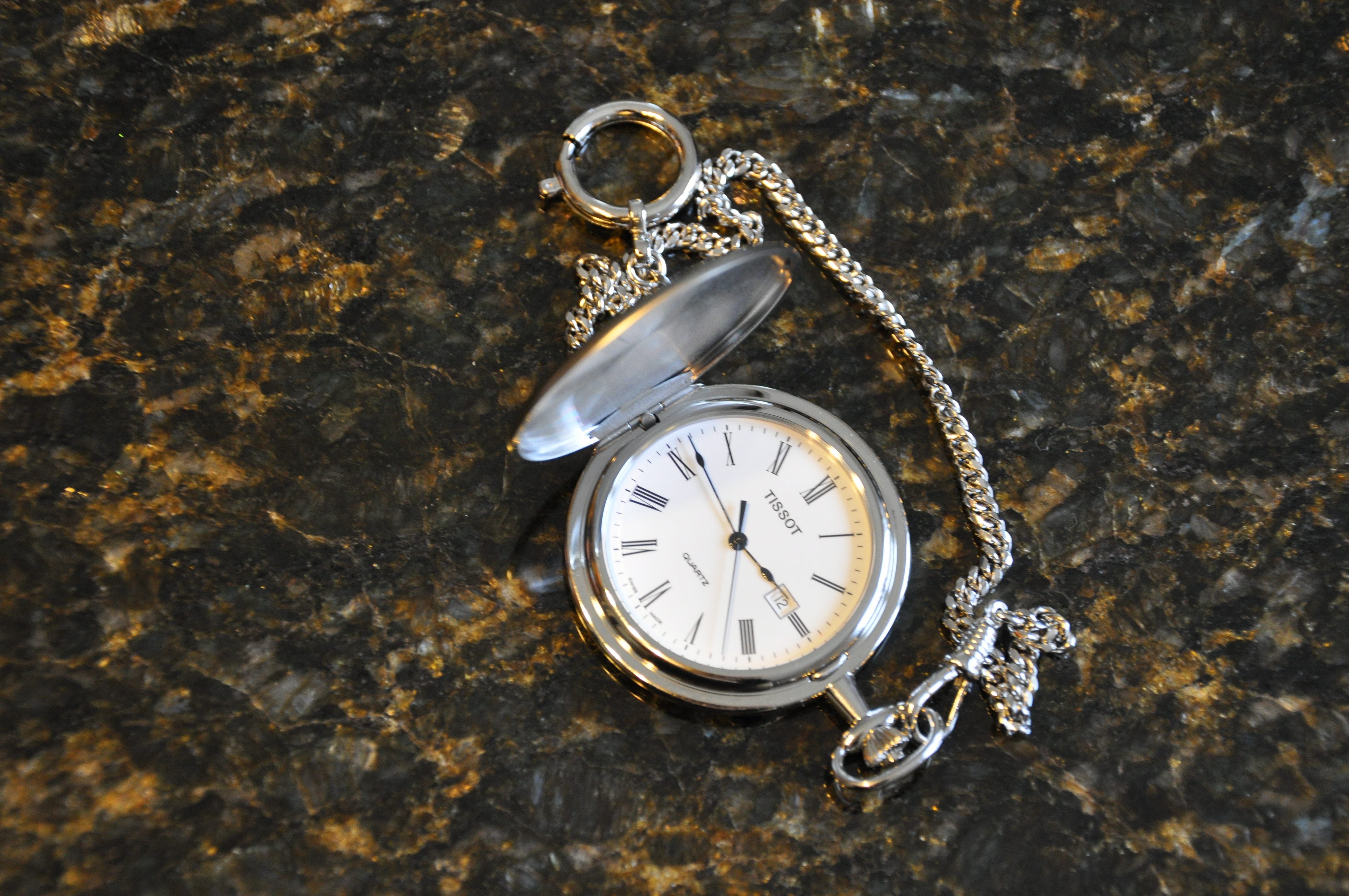
Đồng hồ bỏ túi Tissot, mở